# Université de Namur
Universitatea din Namur sau Université de Namur, din Namur (Belgia), este o universitate privată iezuită, catolică din Comunitatea Franceză din Belgia. Atât predarea, cât și cercetarea se desfășoară în șase facultăți sau școli de nivel universitar în domeniile:
- Filosofie și litere
- Drept
- Științe economice, sociale și de management
- Stiinta Calculatoarelor
- Științe
- Medicină.